# LSI (L)
Landing ship, infantry (Large) або LSI (L) — велике десантне піхотне судно британських військово-морських сил часів Другої світової війни, призначене для перевезення особового складу та вантажів морського десанту з десантно-висадковими засобами на борту морем.

## КласифікаціяLSI
| LSI(S) | Landing Ship, Infantry (Small) (укр. Десантне судно піхотне (мале)                    |
| LSI(M) | Landing Ship, Infantry (Medium) (укр. Десантне судно піхотне (середнє)                |
| LSI(L) | Landing Ship, Infantry (Large) (укр. Десантне судно піхотне (велике)                  |
| LSI(H) | Landing Ship, Infantry (Hand-hoisting) (укр. Десантне судно піхотне (вивантажувальне) |